# ألكسندر كاليري
ألكسندر كاليري (بالإنجليزية: Aleksandr Kaleri)‏ (و. 1956 – م) هو مهندس، ورائد فضاء، وأستاذ جامعي من الاتحاد السوفيتي، وروسيا . ولد في جورمالا.

## ريادة الفضاء
شارك في المهمات الفضائية:
- Soyuz TM-14
- Soyuz TMA-01M
- البعثة 8
- البعثة 25
- Soyuz TMA-3
- Soyuz TM-24
- Soyuz TM-30
- البعثة 26.

## التعليم
تعلم في معهد موسكو للفيزياء والتكنولوجيا

## جوائز
حصل على جوائز منها:
- فارس وسام جوقة الشرف[1]
- Order For Services to the Fatherland 3rd degree
- Order For Services to the Fatherland 4th degree
- Order For Services to the Fatherland 2nd degree
- بطل الاتحاد الروسي (وسام)
- Order of Friendship.